# Константин IV
Константин IV (652—685) — византийский император с 668 по 685 год. Представитель Ираклийской династии. Старший сын Константа II.
В истории Константин IV остался с прозвищем «Погонат» (Бородатый), хотя, по всей видимости, в действительности это было прозвище его отца, Константа II.

## Биография

### Царствование
В 654 году по традиции династии Ираклия назначать наследников соправителями во младенчестве, отец Констант II венчал его на царство. Остался в Константинополе после отъезда отца в Италию (где тот был убит в Сиракузах). Был провозглашен горожанами столицы императором. Сиракузяне избрали императором армянина Мизизия, призвавшего сарацин на помощь. Но Константин быстро подавил мятеж и наказал его предводителей. Затем против Константина выступили его братья Тиверий и Ираклий, имевшие титулы августов. Опираясь на азиатские легионы, они потребовали разделить с ними власть, ссылаясь на пример Святой Троицы. Но Константин приказал казнить представителей легионов, принесших ему это требование. Устрашив мятежников, он привел их к повиновению. Братьев же простил и освободил от наказания. Когда же они в 682 году возобновили свои покушения, он приказал отрезать им носы (физическое уродство лишало прав на престол) и лишить их титулов августов.

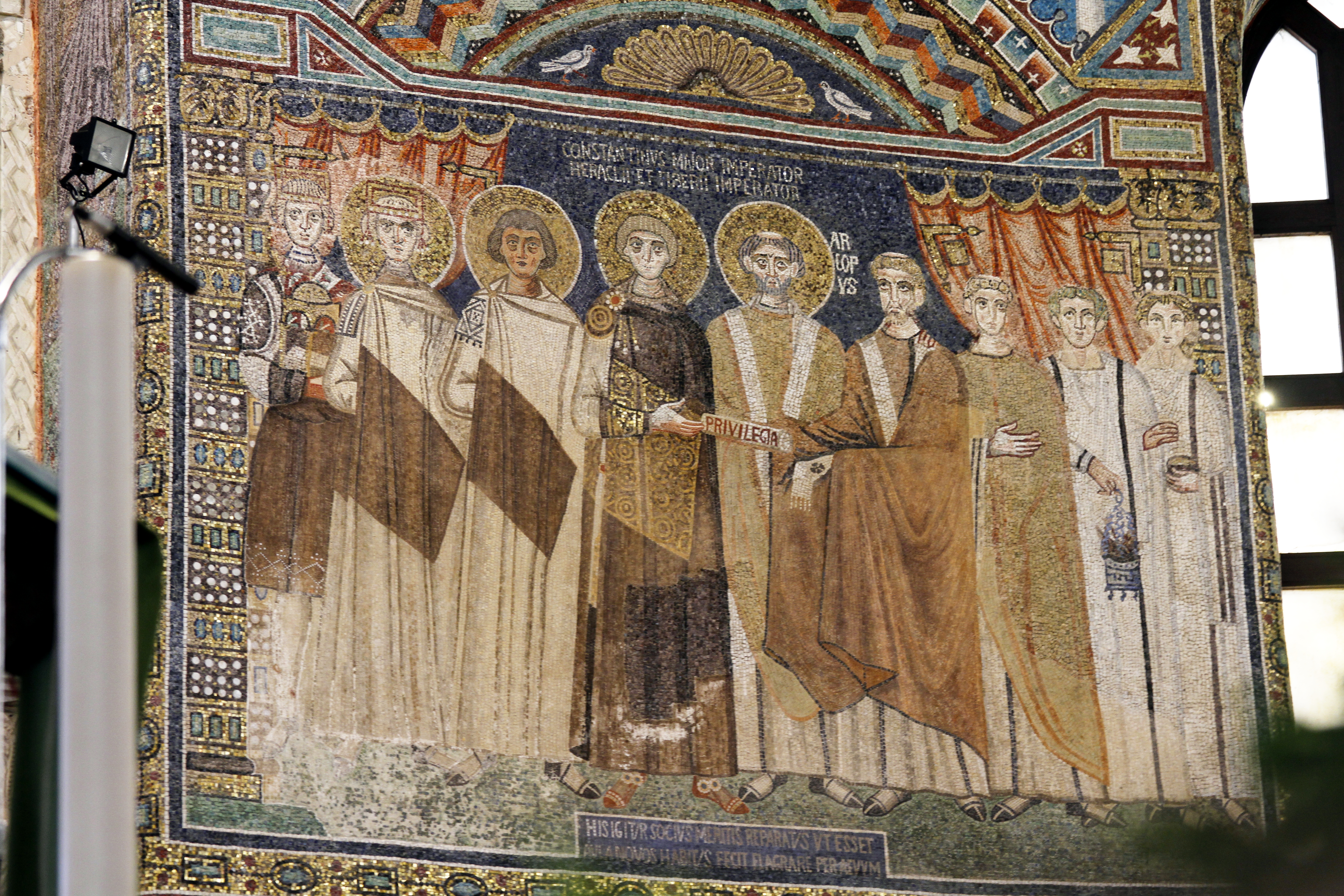
Император Константин IV дарует привилегии равеннской церкви (мозаика базилики Сант-Аполлинаре-ин-Классе)

Вел многолетнюю тяжелую войну с Арабским халифатом. Около 670 года арабская конница подошла к Халкидону, а флот – к Золотому Рогу, но так как поход не имел должной подготовки, попытка овладеть Константинополем арабам не удалась. Однако они смогли закрепиться на полуострове Кизик в 670 году и взять Смирну в 672 году. С лета 674 г. начались яростные атаки арабского флота на Константинополь использовавшего Кизик в качестве плацдарма, и столицу спас только греческий огонь.

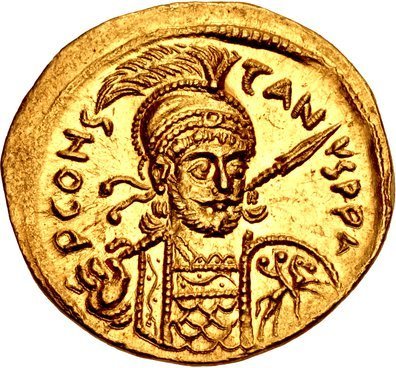
Монета Константина IV

 В 678 году в битве за Кизик благодаря греческому огню, арабский флот потерпел полный крах, войска на суше также были разгромлены. Константин заключил мир с халифом Муавией. Границы остались неизменными. Арабы обязались ежегодно выплачивать ромеям 3 000 золотых монет, 50 рабов и 50 коней – дань, впрочем, скорее символическая, чем существенная. В 680—681 годах воевал с болгарами хана Аспаруха, перешедшими Дунай после распада Великой Болгарии. Потерпел неудачу в битве при Онгале и признал создание нового Болгарского государства, занимавшего некоторую часть фракийских земель империи.
Созвал 6-й Вселенский собор (III Константинопольский) в 680—681 годах, подтвердивший осуждение монофелитизма (после арабского нашествия большинство маронитов осталось на оккупированных арабами землях). По постановлениям собора были осуждены и отлучены от церкви четыре покойных константинопольских патриарха - Сергий, Пирр, Павел и Петр, папа Гонорий I и еще живший антиохийский патриарх Макарий. Позже император сделал еще один шаг к сближению с Римом: дал право папам вступать в должность без своего разрешения и отказался от выплат, которые преемники святого Петра делали по случаю своего избрания, а процедуру утверждения пап передал равеннскому экзарху. В знак расположения Константин отправил Бенедикту II пряди волос своих сыновей.
Император умер в 33 года от дизентерии, успев объявить своего сына Юстиниана II соправителем и преемником.

### Семья
От жены Анастасии имел двух сыновей:
- Юстиниан
- Ираклий (ум. после 684)

## В кино
- «Хан Аспарух» — реж. Людмил Стайков (Болгария, 1981). В роли Константина IV — Йосиф Сырчаджиев.